# Nannophya pygmaea
Nannophya pygmaea är en trollsländeart som beskrevs av Jules Pièrre Rambur 1842. Nannophya pygmaea ingår i släktet Nannophya och familjen segeltrollsländor. IUCN kategoriserar arten globalt som livskraftig. Inga underarter finns listade i Catalogue of Life.

## Bildgalleri

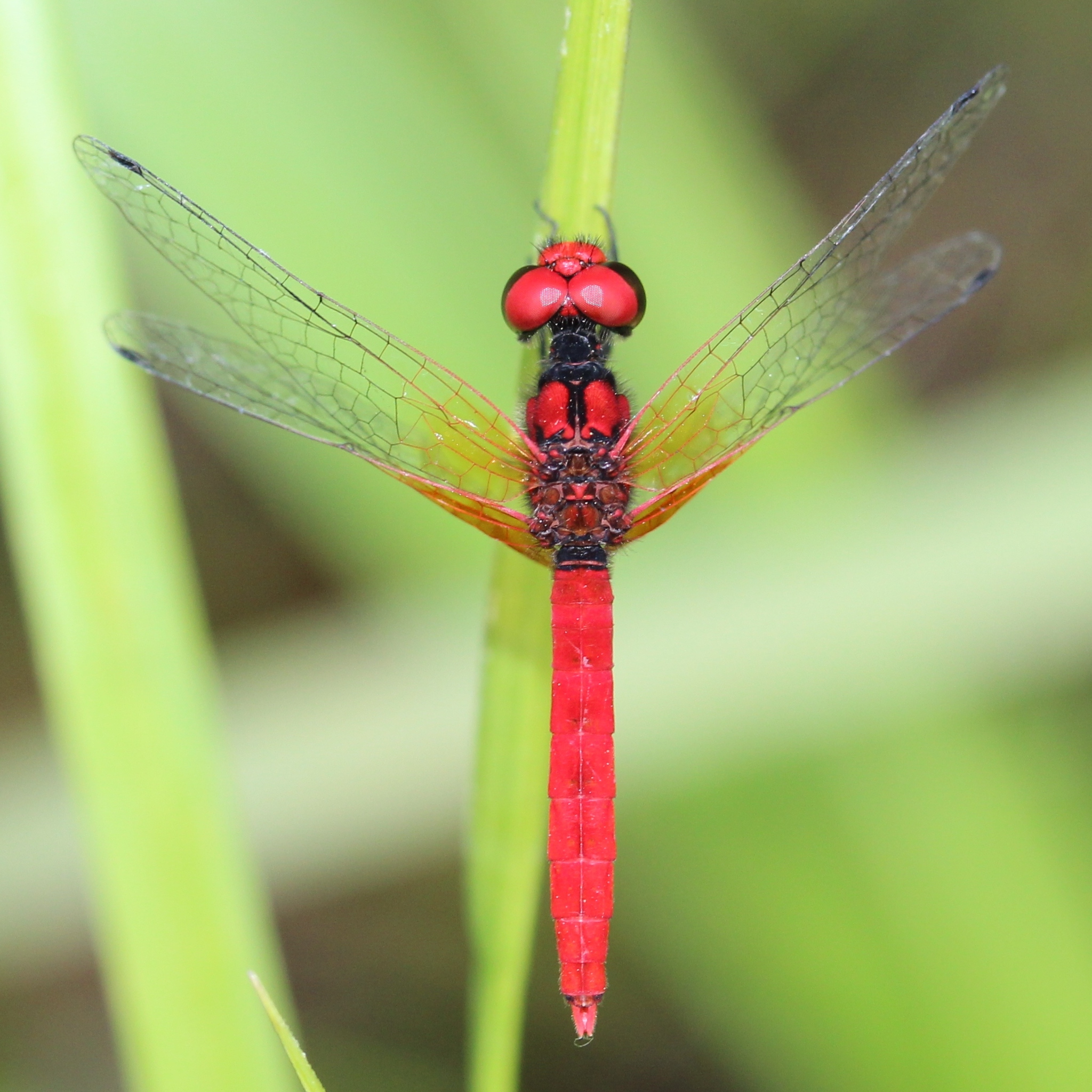
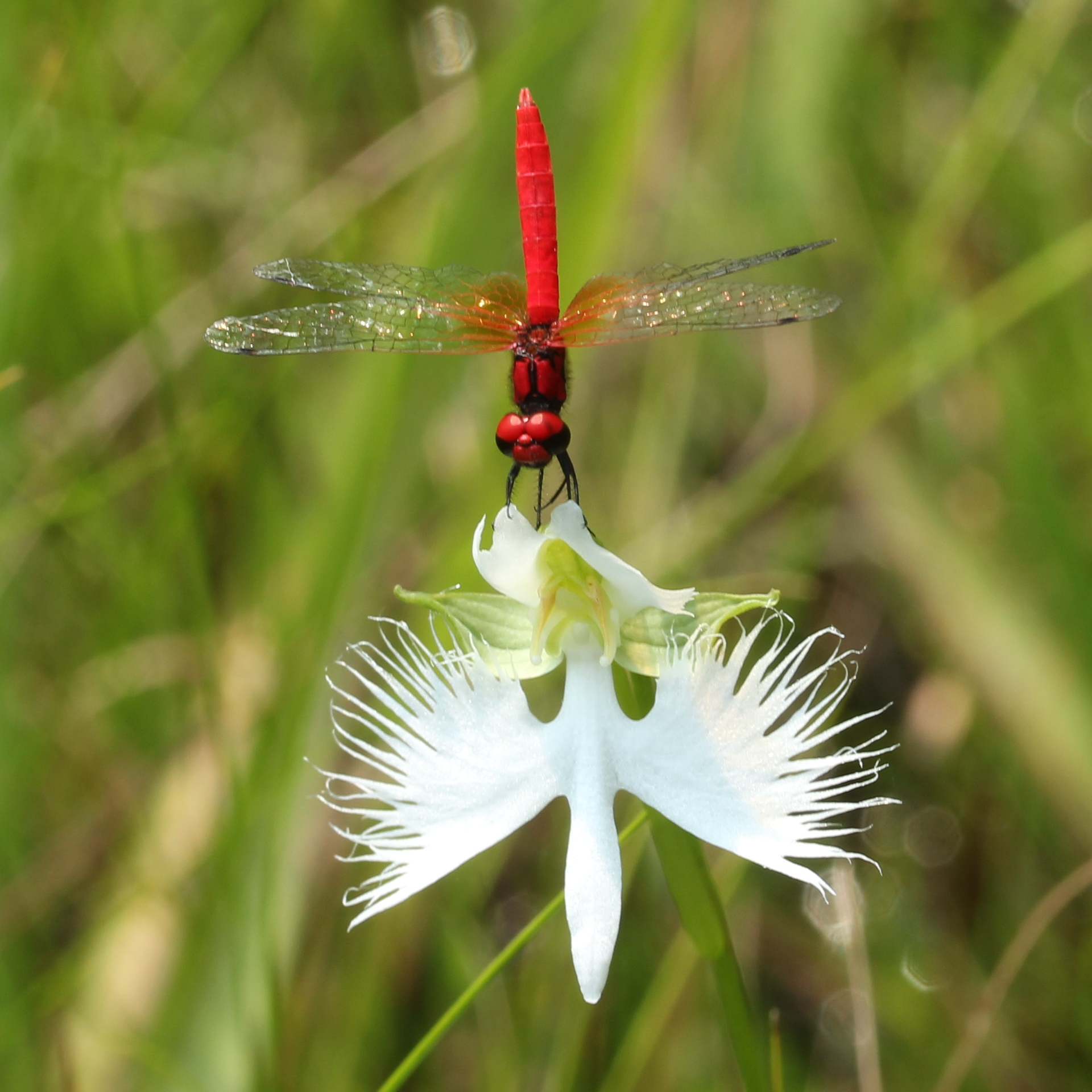
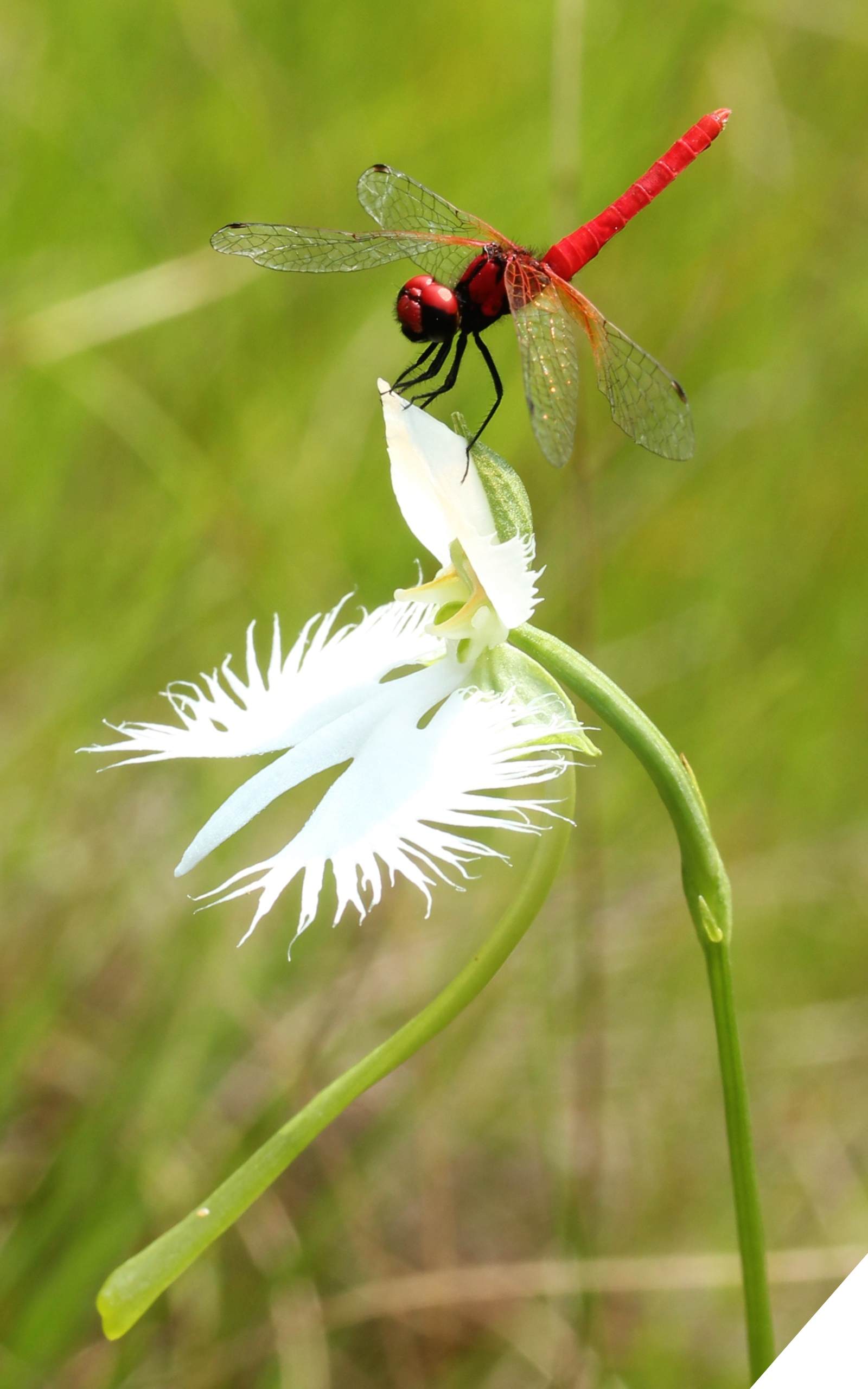
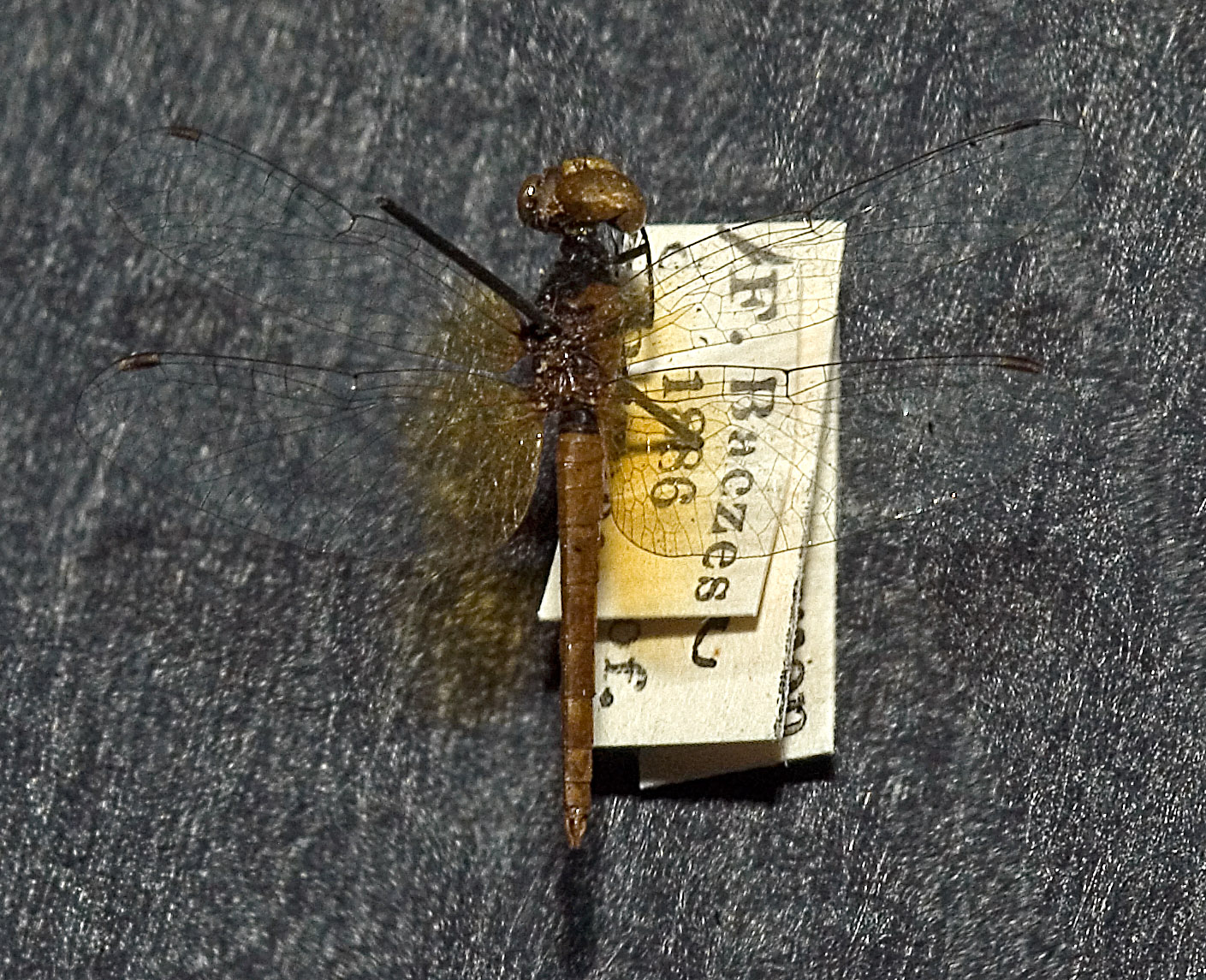
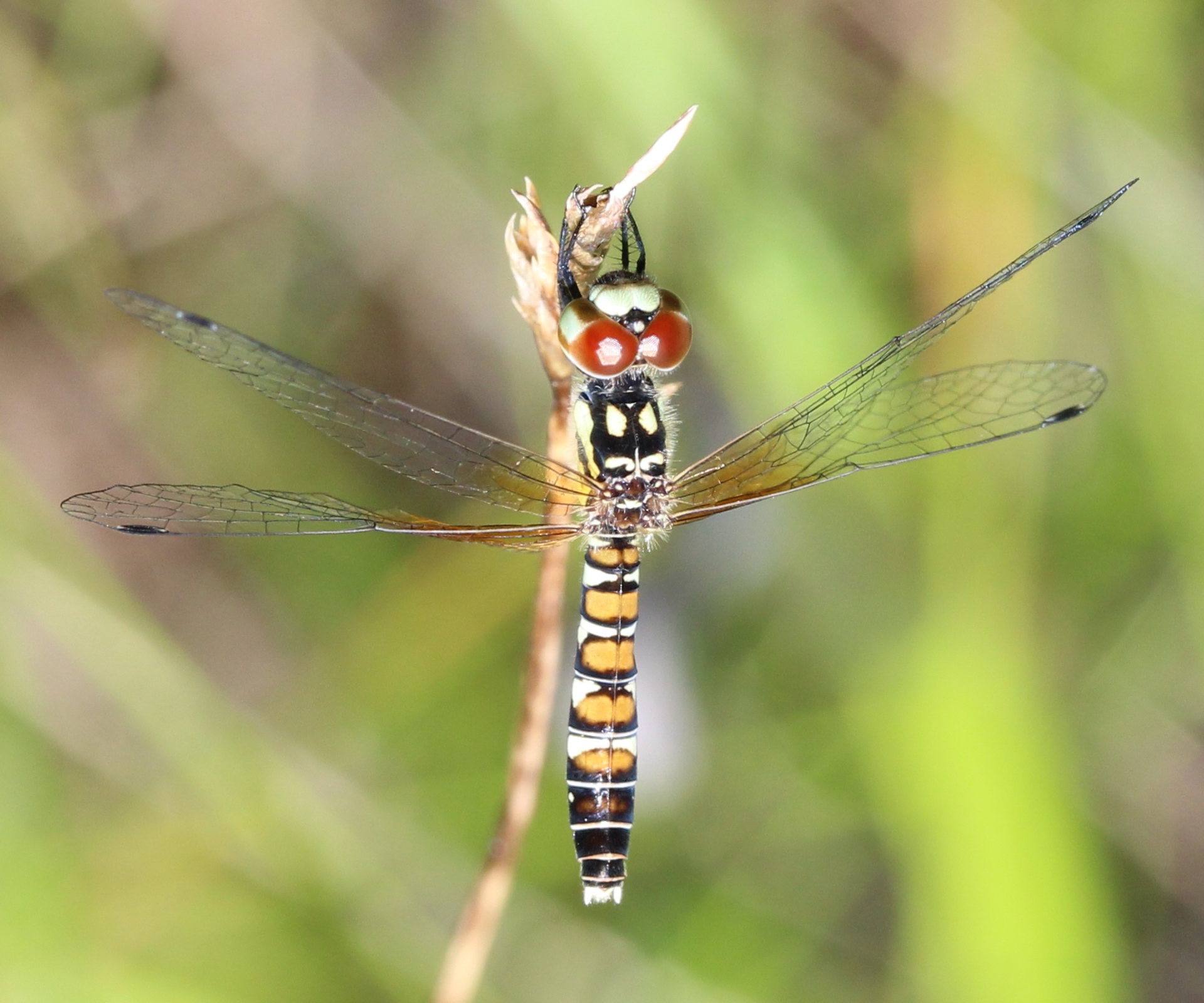
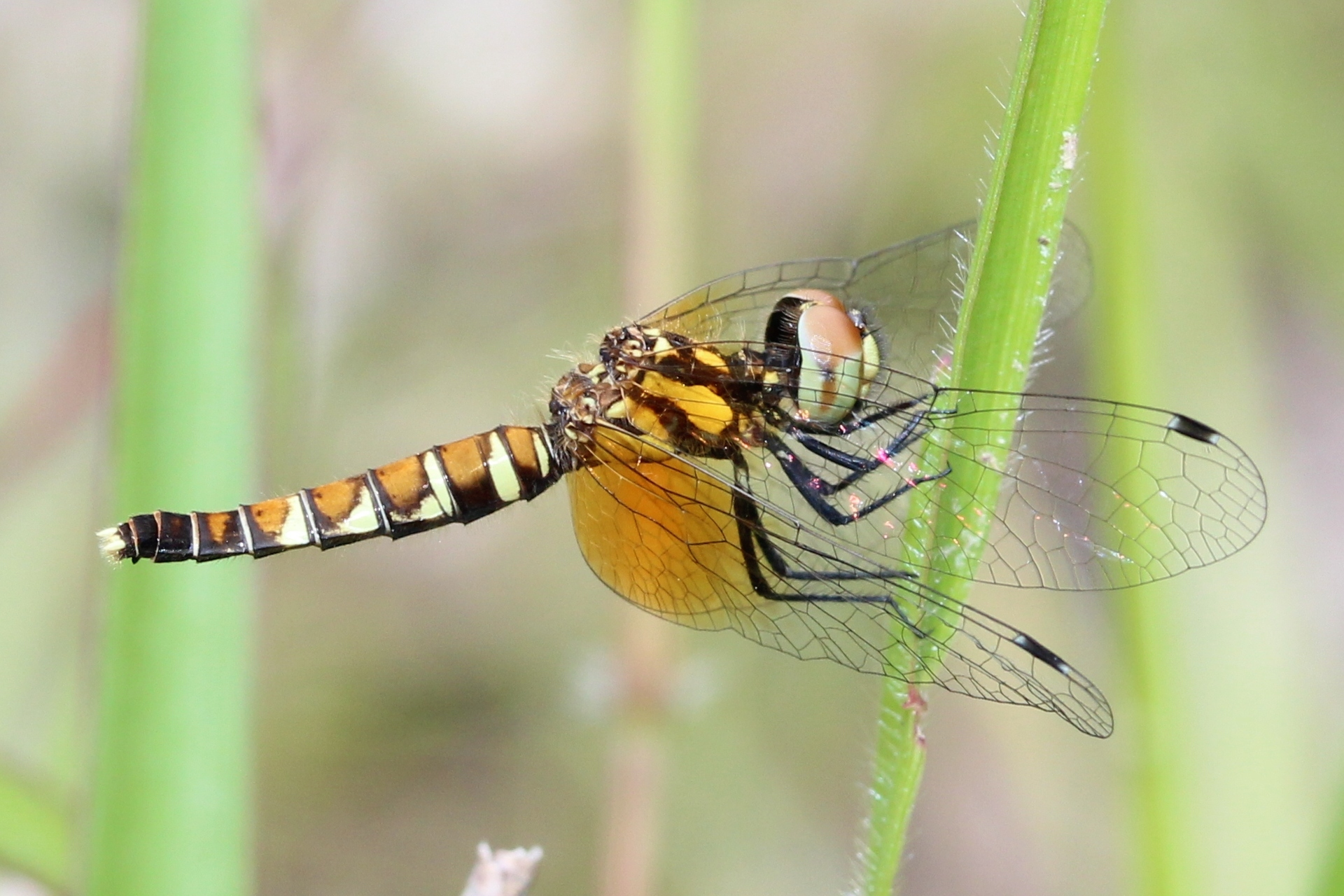